# ダレン・キャンベル
ダレン・キャンベル (Darren Andrew Campbell、MBE、1973年9月12日-)は、イギリスの元陸上競技選手。2004年アテネオリンピックの金メダリストである。

## 経歴
キャンベルが最初に国際大会で活躍したのは、1991年のヨーロッパジュニア選手権であった。この大会で100m、200mの2冠を達成。4×100mでも銀メダルを獲得した。翌年、韓国のソウルで開催された世界ジュニア陸上選手権に出場。100m、200mで銀メダル、4×100mリレーで金メダルを獲得する活躍を見せた。しかし、その後キャンベルは故障のため陸上を離れサッカーに転向。プリマス・アーガイル、ニューポート・カウンティなどでプレーする。
1995年、陸上に復帰したキャンベルは、1996年アトランタオリンピックの代表に選ばれる。4×100mリレーに出場したが、彼にバトンが渡る前に他の選手がバトンを落としてしまい、彼にバトンが渡ることはなかった。翌1997年の世界選手権でも4×100mリレーに出場し、銅メダルを獲得。世界選手権で初めてメダルを獲得した。
1998年は、キャンベルの飛躍の年であった。ヨーロッパ陸上選手権では100mで10秒04の自己ベストで金メダル。4×100mリレーも制し2冠を達成。クアラルンプールで開催されたコモンウェルスゲームズでも4×100mリレーを制した。翌年のセビリアの世界選手権でも4×100mリレーで37秒73の英国新記録を出し、銀メダルを獲得した。
2000年シドニーオリンピックでは、100m、200mの2種目に出場する。得意の100mでは決勝に残ったものの6位に終わる。次いで出場する200mであったが、キャンベルの200mの自己ベストは20秒49でしかなかった。しかし、準決勝で20秒13、決勝でも20秒14の最高のパフォーマンスを演じ、ギリシャのコンスタンティノス・ケンテリスに次いで2位となり銀メダルを獲得し周囲を驚かせた。
2002年にはヨーロッパ選手権の100mで銀メダルを獲得。4×100mリレーでも1着となったが、メンバーの薬物違反により記録が抹消されている。同年のコモンウェルスゲームズでは100mは銅メダルに終わったが、4×100mリレーを制し連覇を果たした。2003年の世界選手権では200mで3位となる。さらに4×100mリレーでは2着となるが、前年のヨーロッパ選手権と同様の理由で失格となっている。
2004年アテネオリンピックでキャンベルは最高の成績を収めることとなる。100m、200mは準決勝で敗退したものの、ジェイソン・ガードナー、マーロン・デボニッシュ、マーク・ルイス＝フランシスのメンバーで挑んだ4×100mリレーは、アメリカと激戦の末イギリスが100分の1秒差制し、ついにキャンベルに金メダルが輝いた。
キャンベルはその後も競技を続け、2006年にはヨーロッパ選手権の4×100mリレーでも優勝を果たしている。

## 自己ベスト
- 60m - 6秒59 (2003年2月21日)
- 100m - 10秒04 (1998年8月19日)
- 200m - 20秒13 (2000年9月27日)

## 主な実績
| 年   | 大会                     | 場所                         | 種目         | 結果    | 記録   |
| ---- | ------------------------ | ---------------------------- | ------------ | ------- | ------ |
| 1992 | 世界ジュニア陸上選手権   | ソウル(韓国)                 | 100m         | 2位     | 10秒46 |
| 1992 | 世界ジュニア陸上選手権   | ソウル(韓国)                 | 200m         | 2位     | 20秒87 |
| 1992 | 世界ジュニア陸上選手権   | ソウル(韓国)                 | 4×100mリレー | 1位     | 39秒21 |
| 1997 | 世界陸上選手権           | アテネ(ギリシャ)             | 4×100mリレー | 3位     | 38秒14 |
| 1998 | ヨーロッパ陸上選手権     | ブダペスト(ハンガリー)       | 100m         | 1位     | 10秒04 |
| 1998 | ヨーロッパ陸上選手権     | ブダペスト(ハンガリー)       | 4×100mリレー | 1位     | 38秒52 |
| 1998 | コモンウェルスゲームズ   | クアラルンプール(マレーシア) | 4×100mリレー | 1位     | 38秒20 |
| 1999 | 世界陸上選手権           | セビリア(スペイン)           | 4×100mリレー | 2位     | 37秒73 |
| 2000 | オリンピック             | シドニー(オーストラリア)     | 100m         | 6位     | 10秒13 |
| 2000 | オリンピック             | シドニー(オーストラリア)     | 200m         | 2位     | 20秒14 |
| 2000 | IAAFグランプリファイナル | ドーハ(カタール)             | 100m         | 1位     | 10秒25 |
| 2002 | ヨーロッパ陸上選手権     | ミュンヘン(ドイツ)           | 100m         | 2位     | 10秒15 |
| 2002 | コモンウェルスゲームズ   | マンチェスター(イギリス)     | 200m         | 3位     | 20秒21 |
| 2002 | コモンウェルスゲームズ   | マンチェスター(イギリス)     | 4×100mリレー | 1位     | 38秒62 |
| 2003 | 世界陸上選手権           | パリ(フランス)               | 100m         | 3位     | 10秒08 |
| 2004 | オリンピック             | アテネ(ギリシャ)             | 100m         | 予選4位 | 10秒35 |
| 2004 | オリンピック             | アテネ(ギリシャ)             | 200m         | 準決8位 | 20秒89 |
| 2004 | オリンピック             | アテネ(ギリシャ)             | 4×100mリレー | 1位     | 38秒07 |
| 2006 | ヨーロッパ陸上選手権     | イェーテボリ(スウェーデン)   | 4×100mリレー | 1位     | 38秒91 |